# Logor Stadion u Bugojnu
Logor Stadion bio je zatvorenički logor pod upravom Muslimana-Bošnjaka tijekom bošnjačko-hrvatskog sukoba. 

## Povijest
Formiran tijekom bošnjačkog zauzimanja Bugojna. Bio je na Stadionu Nogometnog kluba "Iskra" i bio je jedan od najtežih logora u Bugojnu ako ne i u Bosni i Hercegovini. U tome logoru kao i u drugima na području općine Bugojno zatvorenici su ostali punih osam mjeseci, točnije do 19. ožujka 1994. godine, kada su 294 uhićenika puštena, poslije potpisivanja Washingtonskog sporazuma. U početku je u tome logoru bilo oko 300 zatvorenika, na površini od oko 70 metara četvornih, pod zazidanim betonskim stepenicama. Unutra je bilo jako zagušljivo jer nije bilo dopušteno odlijepiti zalijepljeni najlon, a nesnošljivi smrad je dolazio iz hodnika u kojemu je bio jedan WC bez vode i provjetravanja. U noćnim satima fekalije su se znale izliti po ljudima pa su mnogi povraćali i dobivali proljeve. Kada su predstavnici Međunarodnog Crvenog križa došli u Bugojno krajem rujna 1993. godine i vidjeli kakvo je stanje u tom logoru, izjavljivali su da je to najgori logor koji su vidjeli u Bosni i Hercegovini. To su potvrdili i europski promatrači koji su u logoru bili 8. studenoga 1993. godine. Poslije posjeta predstavnika tih institucija, stanje se čak pogoršalo, onemogućeno je dostavljanje hrane zatočenicima, koju su im povremeno smjeli donositi rođaci i prijatelji. 19. ožujka 1994., nakon osam mjeseci zatočeništva u logoru "Stadion", razmijenjena su tamošnja 293 hrvatska zatočenika za 1500 Bošnjaka iz "Helidroma". Još uvijek se tragalao za tijelima 35 nestalih, od čega 19 logoraša.
Sjećanja na tamnovanje zapisao je logoraš Josip Kalaica.

## Odgovornost
Zapovjednikom zarobljeničkog logora bio je Nisvet Gasal. Na suđenju 20-ak godina poslije proglašen je krivim jer je bio odgovoran za funkcioniranje logora u kome je u nehumanim uvjetima bilo zatvoreno oko 300 hrvatskih civila. Zbog zločina nad zatočenicima osuđen je zapovjednik straže Musajb Kukavica. Kad su počinjeni zločini nad Hrvatima 1993. i 1994. godine načelnik policijske postaje u Bugojnu bio je Senad Dautović, kojeg je optužnica je teretila za sudjelovanje u planiranju zarobljavanja civila hrvatske nacionalnosti, a bio je optužen i zbog zapovjedne odgovornosti zbog toleriranja zlostavljanja hrvatskih zatočenika od svojih podčinjenih, kao i zbog drugog udruženog zločinačkog pothvata - prisilnog vađenja krvi od zatočenika za potrebe ratne bolnice u Bugojnu. Kao zapovjedniku Stanice javne sigurnosti Bugojno posebno mu se stavlja na teret sudjelovanje na sjednicama općinskog Ratnog predsjedništva, koje je označeno kao središte udruženog zločinačkog pothvata. Na čelu tog Ratnog predsjedništva općine Bugojno, koje je donijelo odluku o formiranju zarobljeničkog logora, bio je Dževad Mlaćo. Na tim sjednicama Ratnog predsjedništva Bugojno bili su i predsjednik Izvršnog odbora Uzeir Mlivo, siva eminencija Mensud Duvnjak, Abdulah Jeleč, Senad Dautović, Ismet Duvnjak. Abdulah Jeleč je tijekom 1993. godine bio načelnik Stožera TO-a pri tzv. Armiji BiH. Mensud Duvnjak bio je tijekom 1993. godine javni tužitelj i sprovodio je istražne radnje nad zarobljenim Hrvatima i hrvatska javnost u Bugojnu smatra ga sivom eminencijom odnosno glavnim kreatorom plana etničkog čišćenja Hrvata iz Bugojna. Ondašnji ministar policije u Županiji Središnja Bosna Enes Handžić, pravomoćno osuđen uz nagodbu na 8 godina, tvrdio je da je naloge za odvođenja na prisilan rad hrvatskih zatočenika, a najvjerojatnije i likvidacije, izdavao po Mlaćinoj i naredbi Selme Cikotića, ratnog zapovjednika Operativne grupe Zapad.

## Književnost
Bugojanski logor poslužio je kao model hrvatskom književniku iz BiH Josipu Mlakiću za logor u njegovom romanu Skica u ledu, prvom romanu u književnostu u BiH koji tematizira zločin Armije RBiH, tj. logore Armije RBiH u Središnjoj Bosni gdje su bili zatočeni Hrvati.